# Jakob Kuhn
Jakob Kuhn (alemany: Köbi Kuhn)  (Zúric, 12 d'octubre de 1943 - Zollikerberg, 26 de novembre de 2019), també anomenat Köbi Kuhn, va ser un futbolista suís de la dècada de 1960.
Fou 63 cops internacional amb la selecció suïssa amb la qual participà en la Copa del Món de futbol de 1966. Pel que fa a clubs, defensà els colors de FC Zürich.
Com a entrenador destacà al capdavant de la selecció suïssa, que entrenà en dues Eurocopes i un Mundial.

## Referències

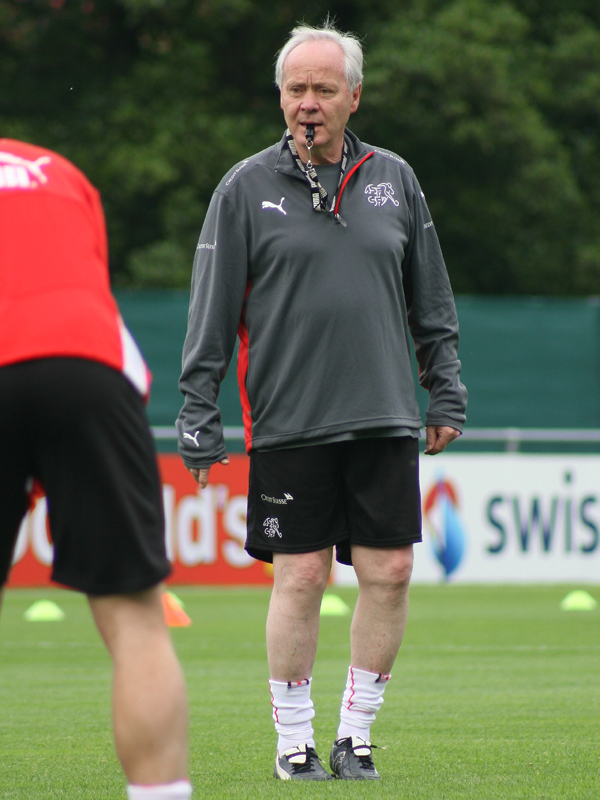
Kuhn entrenant a l'Euro 2008.